# Dotyk zła

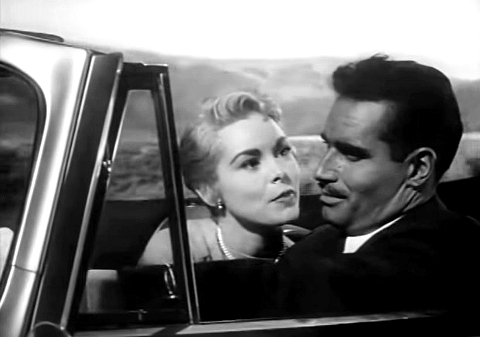
Janet Leigh i Charlton Heston w scenie z filmu.

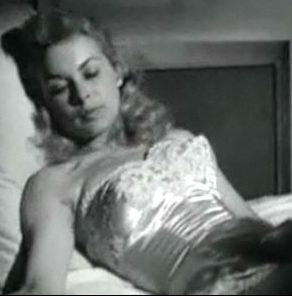
Janet Leigh jako Susan Vargas

Dotyk zła (Touch of Evil) – amerykański film kryminalny z 1958 roku na podstawie powieści Whita Mastersona.

## O filmie
Film wyreżyserował Orson Welles, autor scenariusza i odtwórca jednej z głównych ról. W Dotyku zła pojawiły się też takie gwiazdy jak Charlton Heston (grający meksykańskiego policjanta od narkotyków), Janet Leigh (jego żonę), Joseph Calleia, Akim Tamiroff i Marlene Dietrich (szefowa przybytku). Film nie był promowany na szeroką skalę. Choć w Stanach Zjednoczonych okazał się małym sukcesem, to został bardzo dobrze przyjęty w Europie. Obraz rozpoczyna się trzyminutowym travellingiem, które uważane jest przez krytyków za jedno z najlepszych ujęć w historii kina. Dotyk zła uznawany jest za jeden z najlepszych filmów Wellesa, a także za jedno z najlepszych dzieł gatunku nazywanego film noir.
Po tym, jak Orson Welles dostarczył wytwórni Universal gotowe dzieło, film został jeszcze przemontowany, a niektóre sceny ponownie nakręcone. Finalna wersja odbiegała dalece od wizji Wellesa i Dotyk zła został wówczas wydany jako film klasy B. Nie istnieje już oryginalna wersja filmu w pierwotnym montażu. W 1998 roku ukazała się jednak jego nowa, wydłużona wersja, najbardziej zbliżona do początkowych zamierzeń reżysera. Pracował nad nią amerykański montażysta Walter Murch, który bazował na prywatnych notatkach Wellesa i całym dostępnym materiale filmowym.

## Obsada
- Charlton Heston – Ramon Miguel Vargas
- Janet Leigh – Susan Vargas
- Orson Welles – Hank Quinlan
- Joseph Calleia – Pete Menzies
- Akim Tamiroff – Joe Grande
- Joanna Moore – Marcia Linnekar
- Ray Collins – Attorney Adair
- Dennis Weaver – nocny zarządca motelu
- Val de Vargas – Pancho
- Mort Mills – Al Schwartz
- Victor Millan – Manolo Sanchez
- Lalo Rios – Risto
- Phil Harvey – Blaine
- Joi Lansing – Blonde
- Harry Shannon – Gould
- Rusty Wescoatt – Casey
- Wayne Taylor – członek gangu
- Ken Miller – członek gangu
- Raymond Rodriguez – członek gangu
- Arlene McQuade – Ginnie
- Zsa Zsa Gabor – właścicielka klubu
- Marlene Dietrich – Tanya
- Mercedes McCambridge – Hoodlum
- Keenan Wynn – barman
- Joseph Cotten – detektyw

## Oceny
| Źródło           | Ocena     |
| ---------------- | --------- |
| AllMovie         | [ 4 ]     |
| Filmcritic.com   | [ 5 ]     |
| Movie Reviews UK | [ 6 ]     |
| Bullz-Eye.com    | [ 7 ]     |
| VideoVista       | [ 8 ]     |
| Filmsite         | pozytywna |
| Rotten Tomatoes  | 95%       |

## Upamiętnienie
W 2002 roku w nawiązaniu do tytułu filmu nazwano nowo odkryty gatunek pająka Orsonwelles malus.